# オリオン座流星群

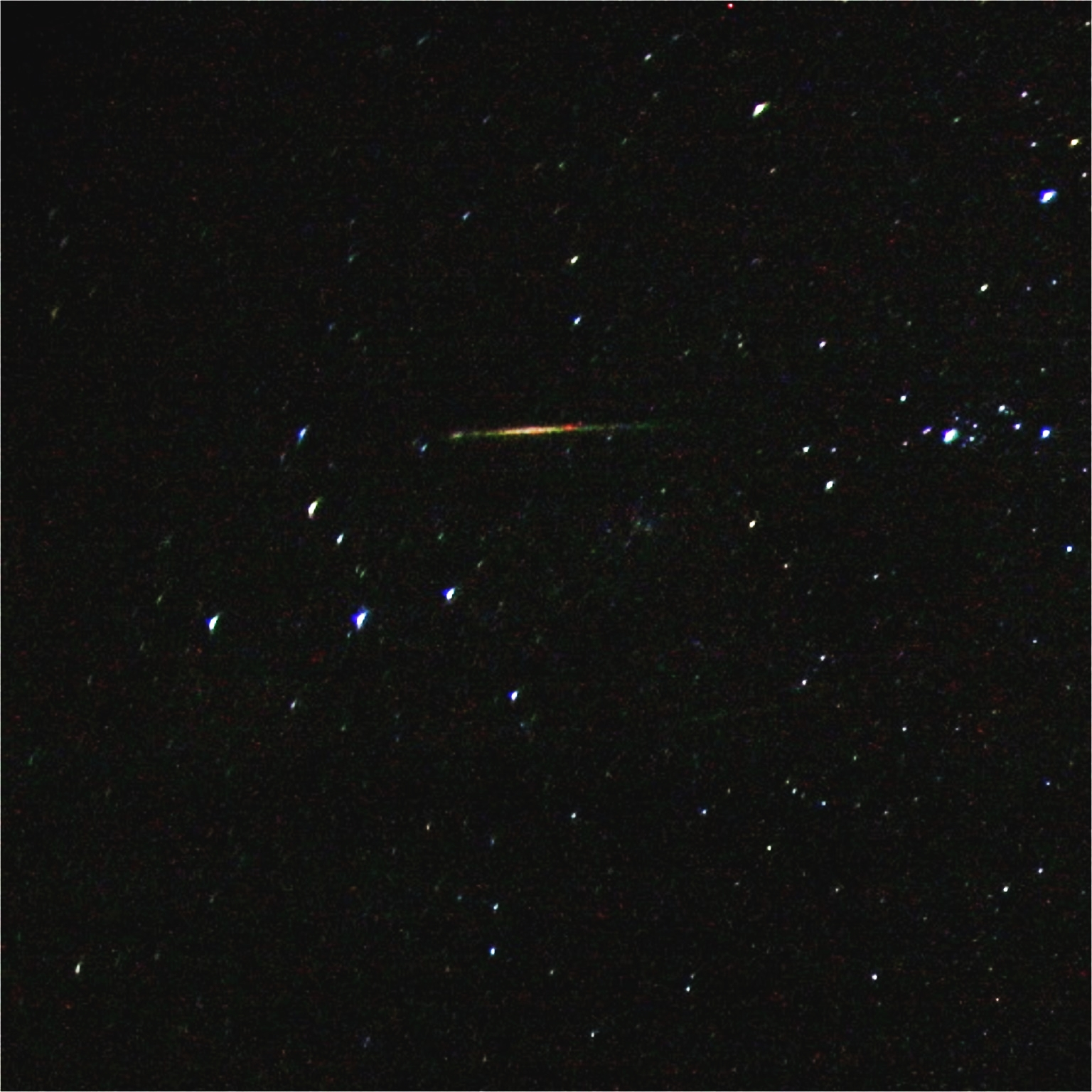
オリオン座流星群の流星

オリオン座流星群（オリオンざりゅうせいぐん）は明るい流星群のひとつ。毎年10月19日から23日の間に東の空で見られる。
オリオン座の中でふたご座との境界付近に放射点がある。比較的速度が速いため、明るい流星が多くみられる。
母天体（母彗星）はハレー彗星。約3000年前のハレー彗星の塵による。なお、5月に見られるみずがめ座エータ流星群もハレー彗星を母彗星とする。
従前は中規模流星群で、2006年に突然活動が活発化し1時間に50個以上も観察できるようになった。
活動期間は10月2日から11月7日で、例年10月21日前後に最も活発化（極大）し、最も観測しやすくなっている。